# Eliyeh
Eliyeh (tiếng Ả Rập: العلية) là một ngôi làng Syria nằm ở phó huyện Al-Saan ở huyện Salamiyah, Hama. Theo Cục Thống kê Trung ương Syria (CBS), Eliyeh có dân số 518 trong cuộc điều tra dân số năm 2004.